# 五唑
五唑，又称五氮杂茂，是一种芳香性的环状化合物，可以看作环戊二烯中碳原子全部被氮原子取代的产物，环上有一个氮原子与氢原子相连。它的分子式为HN5。它的SMILES结构式是n1n[nH]nn1。尽管严格地说它是一种同素环状无机化合物，五唑在历史一直被看作唑类杂环（分别含有一到五个氮原子的五元环状化合物）的最后一个化合物。这一类化合物包括吡咯、咪唑、吡唑、三唑、四唑和五唑。一种看法是五唑是无机化学与有机化学的过渡物质之一。

## 衍生物
含有五元全氮环的化合物称作五唑衍生物。这一类化合物都是不稳定并且易爆炸的化合物。第一种被合成的五唑衍生物是苯基五唑，苯环的共轭效应大大稳定了五唑环使其能被合成出来。4-(二甲基氨基)苯基五唑是已知最稳定的五唑衍生物之一，尽管温度高于50°C时它就会分解。据了解，给电子基团可以使芳基五唑衍生物变稳定。

## 离子
环状的五唑阳离子（pentazolium）（N5+）不曾被发现，因为它可能具有反芳香性，而开链的五氮阳离子（N5+）是已知的。苯基五唑衍生物的分解过程中，用质谱仪可以检测到五唑阴离子（pentazolate）（N5-）的信号。2003年，有报道称已经在溶液中合成了五唑和五唑阴离子，他们得到了用15N同位素标记的叠氮化合物，但该实验中是否合成了五唑阴离子仍然是有争议的。后来的相关实验以及分解产物的进一步分析证明了五唑的生成。这项实验结论也与高层次的理论化学计算相符合。 然而，五唑在没有配位剂稳定的条件在水溶液中最多只能存在几秒钟。五唑及其衍生物的发现促进了合成全氮盐的尝试，这将是一种太空旅行的有力推进剂。
2017年首次报道了室温下稳定存在的五唑阴离子盐的合成。具体操作是在低温(-45 °C)下在3,5-二甲基-4-羟基苯基五唑溶液中加入甘氨酸亚铁，然后加入间氯过氧苯甲酸，N5-逐渐释放出来。滤去不溶物和柱层析分离，产物经结晶得到白色固体，为稳定的(N5)6(H3O)3(NH4)4Cl盐。
通过五唑化钠和金属盐反应，可以制备相应的五唑盐。

## 应用
中国南京理工大学化工学院胡炳成教授课题组首次合成出室温下稳定的五唑阴离子盐(全氮阴离子盐)，發表於《科学》上，中国媒体在解读此成就的应用前景时宣称“中国造出来威力堪比核武器而没有核污染的‘N2爆弹’”、“用于制造不需核裂变起爆的‘干净’氢弹”、“下一代大爆竹方案”。而该课题组的胡炳成教授表示全氮阴离子盐要做為穩定且可量產的高能引爆物還有較長發展時間要走，但相對於美國研發的鍊狀全氮阳离子盐，阴离子優勢是环狀穩定性更高，製造過程也不必使用劇毒、腐蚀性大的氢氟酸所以潛在工業化能力更大些，媒體所報的炸后无污染這點確實是特性之一，但必須等到全面實用化的那天。